# Sèvre Niortaise
El Sèvre Niortaise (Sevre Niortés) es un río de Francia. Nace cerca de Sepvret (Deux-Sèvres), a 135 m s. n. m. Tras atravesar el Marais Poitevin, amplia extensión pantanosa, desemboca en el océano Atlántico en el Anse de l’Aiguillon, frente a la isla de Ré. La longitud de su curso es de unos 170 km.
Su recorrido se desarrolla en los departamentos de Dos Sevres, Charente Marítimo y Vandea. Forma parte del límite entre estos dos últimos. Las principales poblaciones que atraviesa son Saint Maixent-l’Ecole, Niort y Marans. Se ha utilizado desde tiempos remotos para el transporte. La única parte no canalizada es el tramo aguas arriba de Niort. A partir de allí, y desde el siglo XII hasta el XX se ha ido procediendo a acondicionar el curso. Así un decreto de Napoleón I de 29 de mayo de 1808 ordenaba que se le diera una anchura de 24 metros en su recorrido desde Niort hasta el mar. El transporte fluvial decayó durante el siglo XX y actualmente su interés es básicamente turístico.
Es uno de los dos Sèvre de Deux-Sèvres. El otro es el río Sèvre Nantaise (Sevre Nantés).